# Trafic en haute mer
Pour les articles homonymes, voir Breaking Point.
Trafic en haute mer (titre original : The Breaking Point) est un film américain réalisé par Michael Curtiz, sorti en 1950. C'est la deuxième adaptation du roman En avoir ou pas d'Ernest Hemingway.

## Fiche technique
- Titre original : The Breaking Point
- Réalisation : Michael Curtiz
- Scénario : Ranald MacDougall d'après le roman En avoir ou pas d'Ernest Hemingway
- Photographie : Ted McCord
- Cadreur : Ellsworth Fredericks (crédité Ellie Fredericks)
- Montage : Alan Crosland Jr.
- Pays de production :  États-Unis
- Genre : Film dramatique, Film policier, Film noir
- Durée : 97 minutes
- Date de sortie : 1950

## Distribution
- John Garfield : Harry Morgan, un loueur de bateaux qui voit son navire investi par des gangsters
- Patricia Neal : Leona Charles, la maîtresse de Hannagan qui le séduit
- Phyllis Thaxter : Lucy Morgan, la femme de Harry
- Juano Hernandez : Wesley Park, l'associé de Harry
- Wallace Ford : F.R. Duncan, un avocat louche
- Edmon Ryan : Rogers
- Ralph Dumke : Hannagan, un gangster, l'amant de Leona
- Guy Thomajan : Danny
- William Campbell : Concho
- Sherry Jackson : Amelia Morgan, la fille cadette de Harry et de Lucy
- Donna Jo Boyce : Connie Morgan, la fille ainée de Harry et de Lucy
- Victor Sen Yung : M. Sing, un trafiquant d'hommes
- Peter Brocco : Macho, un tueur
- John Doucette : Gotch Goten
- James Griffith : Charlie, le barman
- John Alvin : Un reporter
- Mary Carroll : La fille au bar
- Spencer Chan : Le premier immigré chinois